# Arenas de San Juan
Arenas de San Juan è un comune spagnolo di 1 067 abitanti situato nella comunità autonoma di Castiglia-La Mancia.